# Dian Cecht
Nella mitologia irlandese Dían Cécht era un dio della salute, medico e guaritore dei Túatha Dé Danann, figlio di Esarg figlio di Nét. Aveva numerosi figli: fra questi Miach, Ochtriuil e Airmed, tutti e tre medici come il loro padre, Étan la poetessa e Cian.
Dían Cécht significa "dalla lunga presa". Aveva come epiteti: Amarcolitanus "dall'ampio sguardo", Anextiomaros "il grande protettore" e Atepomaros "il grande guerriero" che si ricollegano alla tendenza monoteistica della religione celtica; Borvo (o Bormo) "il ribollente" nelle aree termali; Belenus "luminoso", Granno (in qualche modo collegato al cigno).

## Mitologia
Durante la prima battaglia di Mág Tuired (la Pianura dei Pilastri), che i Túatha Dé Danann combatterono contro i Fir Bolg per la supremazia in Ériu, Dían Cécht e i suoi figli incantarono la sorgente di Slane; ogni guerriero dei Túatha Dé Danann che fosse ferito era fatto immergere nella fonte, uscendone completamente risanato.
Dían Cécht fu anche il guaritore che dotò il re Nuada di un braccio di argento, dopo che questi aveva perso il braccio destro nel duello contro Sreng mac Sengainn, il campione dei Fir Bolg.
Dían Cécht uccise il proprio figlio Miach per gelosia: questi, infatti, era riuscito con incanti a far ricrescere al re Nuada un braccio di carne. Dían Cécht affrontò quindi il figlio, colpendolo alla testa con una spada, tagliando la pelle fino alla carne, ma Miach guarì per mezzo delle proprie arti. Allora Dían Cécht lo colpì di nuovo tagliando la carne fino all'osso, ma Miach si guarì ancora. Dían Cécht colpì per la terza volta arrivando alla membrana del cervello, e ancora una volta Miach rigenerò la propria ferita. Allora Dían Cécht colpì nuovamente tagliando in due il cervello, ferita che era impossibile da curare per le arti magiche dei druidi, e Míach a quel punto morì.